# Замок Дангарван
Замок Данґарван (англ. Dungarvan Castle, ірл. Dún Garbhán — замок Дун Ґарбан, «Фортеця Ґарбана») — один із замків Ірландії, розташований в Даргавані, графство Вотерфорд. Нині замок є пам'яткою історії та архітектури Ірландії національного значення.

## Історія замку Дангарван
Замок Дангаван являє собою багатокутну фортецю з кутовими вежами та воротами. Найбільш давня частина замку була побудована ще в ХІІ столітті — забудова типова для замків Англії того часу, але не рідко зустрічається в Ірландії. З XVIII століття у замку були казарми британської армії. Нині замок частково відреставрований і доступний для туристів. Нинішня споруда замку Дангарван побудована на місці замку 1185 року, що був збудований по типу «Мотт-та-Бейлі» — замку на штучному пагорбі.
Замок Дангарван побудував у 1185 році принц Джон — майбутній король Англії Джон Безземельний. Це був один із замків, побудований на сході та півдні Ірландії після англо-норманського завоювання Ірландії в 1169 році для захисту завойованих земель від ірландських кланів, що продовжували війну і намагались повернути собі свої землі.
Починаючи з XV століття замок Дангарван був представлений в парламенті Ірландії аж двома депутатами. Під час повстання за незалежність Ірландії 1641 році замок Дангарван здався без бою військам Олівера Кромвеля в 1649 році на відміну від інших замків графства Вотерфорд, які чинили шалений опір і були взяті штурмом. Під час повстання і війни за війна за незалежність Ірландії в 1921 році біля замку біла влаштована засідка на загін британської армії. Під час громадянської війни в Ірландії в 1922—1925 роках в замку були казарми ірландської армії. У серпні 1922 року замок став ареною сутичок між прихильниками та противниками договору з Англією. Після створення Національної поліції Ірландії «Гарда Шіохана» (ірл. Garda Síochána) замок був осередком місцевої «Гарди» до 1987 року. У 1987 році замок прийшов у непридатність, був частково відреставрований і перетворений на музей.